# Apalocnemis innocua
Apalocnemis innocua är en tvåvingeart som beskrevs av Collin 1933. Apalocnemis innocua ingår i släktet Apalocnemis och familjen Brachystomatidae. Inga underarter finns listade i Catalogue of Life.